# 長濱村 (樺太廳)
長濱村（日语：〔〕／ Nagahama mura */?）是日本統治下的樺太廳的已不存在的一村。